# Gnocchi

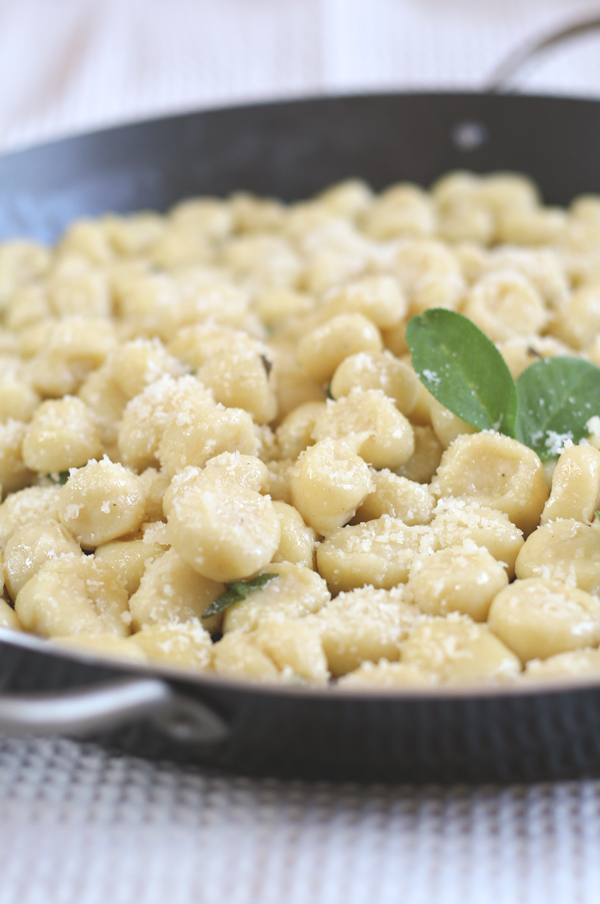
Gnocchi di ricotta

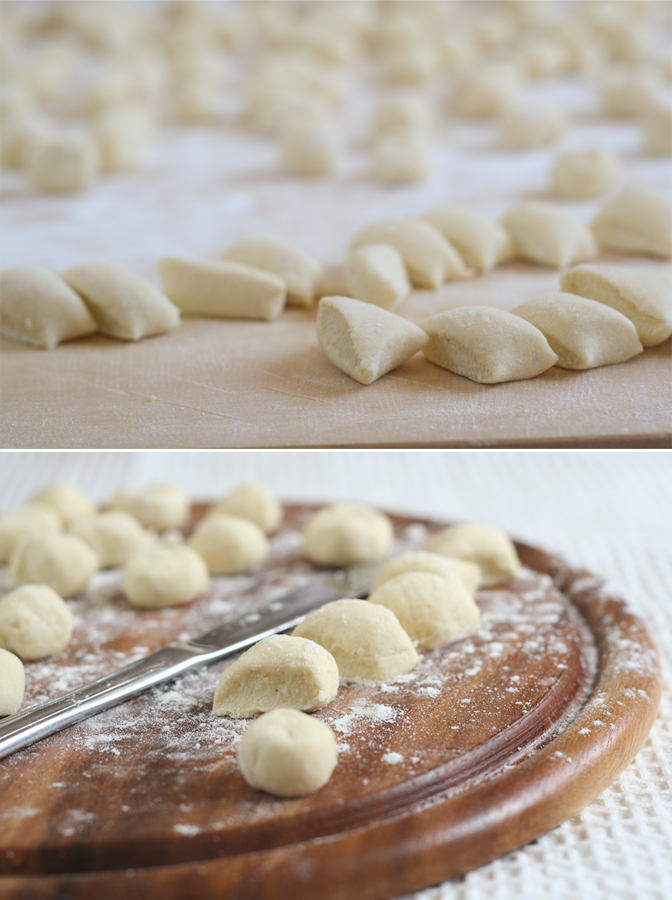
Gnocchi under tillagning.

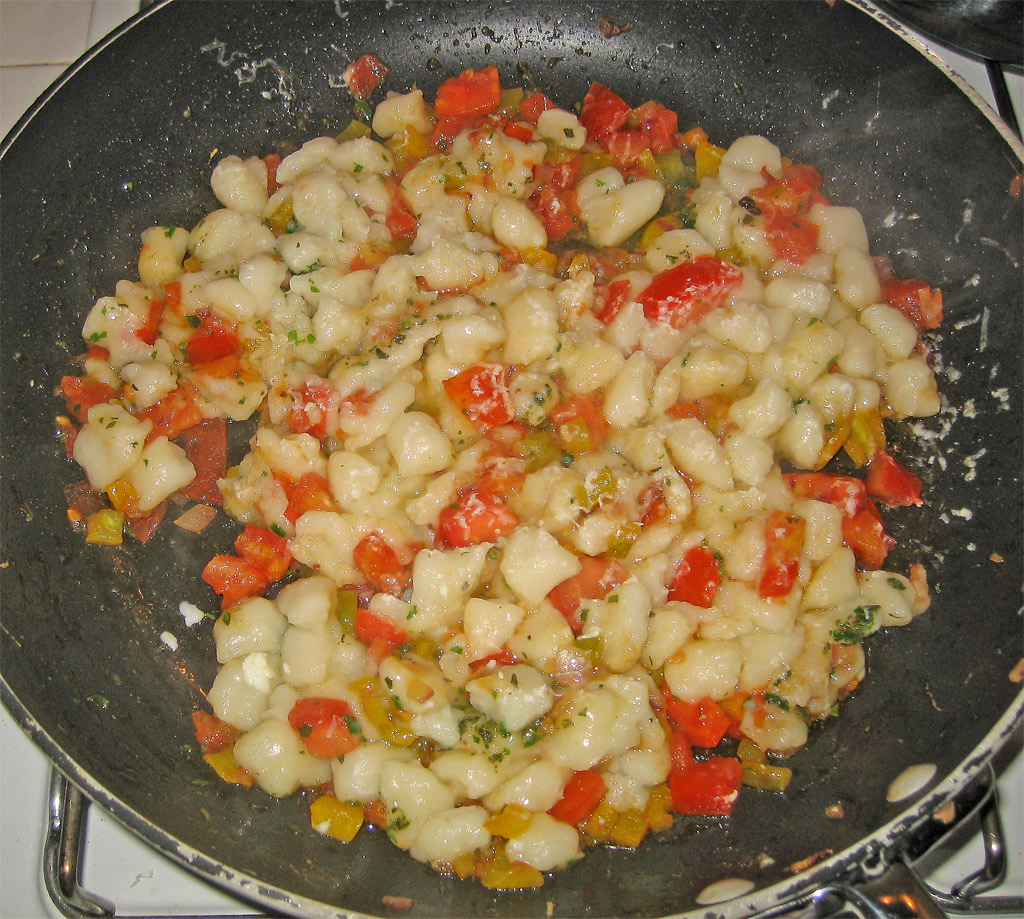
Gnocchi med tomater

Gnocchi ([njɔ'k:i], från italienska gnocchi [ˈɲɔkːi]) är ett antal olika tjocka, mjuka klimpar. De kan göras på mannagryn, vetemjöl, potatis, brödbitar eller liknande ingredienser. Mindre former kallas gnocchetti. 
Gnocchi äts i Italien som första varmrätt (primo piatto), och har därmed samma plats i måltiden som pasta- och risotto-rätter och soppor (minestre). De är brett tillgängliga torkade, frysta eller färska i vakuumförseglade förpackningar i snabbköp och italienska speceriaffärer. Klassiska tillbehör är tomatsåser, pesto och smält (emellanåt brynt) smör med ost.
Medan de ofta finns tillgängliga frysta i italienska speceriaffärer, är de vanligtvis hemgjorda i italienska och italienskamerikanska hushåll.

## Ursprung
Ordet gnocchi betyder "bitar", och kan komma från nocchio, kvisthål i trä, eller från nocca (knoge). Rätten har varit en traditionell italiensk pastasort, förmodligen med ursprung i Mellanöstern, sedan romarriket. Den introducerades av romerska legioner under rikets expansion. Under de senaste 2000 åren har varje land utvecklat sina egna varianter av klimpar, av vilka många har gnocchin som ursprung. Under romarriket gjordes gnocchi på mannagrynsgrötliknande deg blandad med ägg, och tillverkas fortfarande i vissa former, såsom på Sardinien.
Användandet av potatis är en relativt ny idé som uppkom efter introduktionen av potatis i Europa under 1500-talet.